# María Lorena Ramírez Hernández
María Lorena Ramírez Hernández (Guachochi, estat de Chihuahua, Mèxic, 1995) és una corredora de fons mexicana.
Es va donar a conèixer mundialment després d'haver guanyat, el 2017, l'Ultratrail Cerro Rojo, celebrat a l'Estat de Puebla, Mèxic, una cursa de llarga distància de 50 quilòmetres, en un temps de 07:20:00, i per haver-ho fet a més amb sandàlies, sense calçat ni equipament esportiu. María Lorena Ramírez pertany a l'ètnia tarahumara o rarámuri, que habita l'estat de Chihuahua, a Mèxic. Des dels 18 anys i sense cap entrenament professional, Lorena guanya maratons de 42 quilòmetres i, fins i tot, ultramaratons de 100 o més quilòmetres. Tot i ser en la pràctica una atleta d'alt rendiment, per a la burocràcia federativa de govern estatal i federal mexicà, no ha rebut cap beca o suport esportiu, com altres esportistes mexicans; però, cada que vegada que el seu nom ressona internacionalment, les autoritats mexicanes l'omplen d'elogis i diuen sentir-se orgulloses. Alhora, centenars de nens rarámuris volen seguir els seus passos com a corredors en les altures de la serra a Chihuahua.

## Trajectòria
María Lorena Ramírez Hernández va néixer i ha residit habitualment a la localitat Ciénaga de Noragachi, al municipi de Guachochi, i en la data d'aquest article viu amb el seu germà en Rejocochi. Té cura del bestiar de la seva família, mentre al mateix temps es dedica a la pràctica de l'esport, i pertany a una comunitat indígena mexicana coneguda històricament per la seva resistència i pel seu dot especial per córrer a llarga distància; de fet, el terme rarámuri significa "peus lleugers".
El seu germà Mario, que també participa sovint a les mateixes carreres que ella, el seu pare i el seu avi també han estat corredors. Lorena fins i tot participa en carreres de distàncies més grans, com els 100 quilòmetres. I ha quedat entre les primeres, en alguna d'aquestes carreres.
La seva primera carrera fora del seu país (el Cajamar Tenerife Bluetrail) la va córrer a Europa, exactament el 10 de juny de 2017, a l'illa canària de Tenerife, on havia estat convidada directament per l'organització. No obstant això, en aquesta prova es va haver de retirar per un fort mal de genoll quan ja havia completat més de la meitat dels gairebé 100 quilòmetres de recorregut. L'any 2018 Lorena va tornar a participar en la Tenerife Bluetrail, i va finalitzar en el tercer lloc de la categoria sènior. Aquesta gesta fou reconeguda amb el reconeixement internacional d'haver estat "la primera rarámuri que va conquistar Tenerife", sorprenent el món en la seva participació en una competició de 102 quilòmetres. A l'ultramarató d'Overall, va ser la cinquena millor dona i va ocupar el lloc 110.
Sempre que li és possible, prefereix córrer amb sandàlies i amb la roba tradicional de la seva comunitat i fins i tot ha rebutjat les ofertes comercials d'importants marques perquè vesteixi o calci el seu material esportiu.
El 2019 es va rodar i estrenar en Netflix ‘Lorena, la de pies ligeros’, un documental, dirigit per Juan Carlos Rulfo i produït per Gael García Bernal, sobre Lorena Ramírez, la seva vida i les seves proeses.